# Canton du Tampon-2
 (septembre 2018).
Si vous disposez d'ouvrages ou d'articles de référence ou si vous connaissez des sites web de qualité traitant du thème abordé ici, merci de compléter l'article en donnant les références utiles à sa vérifiabilité et en les liant à la section « Notes et références ».
Le canton du Tampon-2 est une circonscription électorale française de l'île de La Réunion, département et région d'outre-mer français de l'océan Indien.

## Histoire
Le canton a été créé par la loi no 49-1102 du 2 août 1949.
Il a été modifié par le décret du 21 avril 1988 créant le canton du Tampon-3.
Un nouveau découpage territorial de la Réunion entre en vigueur à l'occasion des premières élections départementales suivant le décret du 21 février 2014. Les conseillers départementaux sont, à compter de ces élections, élus au scrutin majoritaire binominal mixte. Les électeurs de chaque canton élisent au Conseil départemental, nouvelle appellation du Conseil général, deux membres de sexe différent, qui se présentent en binôme de candidats. Les conseillers départementaux sont élus pour 6 ans au scrutin binominal majoritaire à deux tours, l'accès au second tour nécessitant 12,5 % des inscrits au 1er tour. En outre, la totalité des conseillers départementaux est renouvelée. Ce nouveau mode de scrutin nécessite un redécoupage des cantons dont le nombre est divisé par deux avec arrondi à l'unité impaire supérieure si ce nombre n'est pas entier impair, assorti de conditions de seuils minimaux. À la Réunion, le nombre de cantons passe ainsi de 49 à 25.
Le canton du Tampon-2 est redécoupé par ce décret. Il est entièrement inclus dans l'arrondissement de Saint-Pierre. Le bureau centralisateur est situé au Tampon.

## Représentation

### Représentation avant 2015
| Période                                  | Période               | Identité                 | Étiquette    | Qualité                                                                         |
| ---------------------------------------- | --------------------- | ------------------------ | ------------ | ------------------------------------------------------------------------------- |
| 1958                                     | 1976                  | Paul Gervais (1921-2007) | UNR puis UDR | Exploitant forestier et agricole Premier adjoint au maire du Tampon             |
| 1976[réf. nécessaire]                    | 1985[réf. nécessaire] | André Thien Ah Koon      | DVD          | Chef d'entreprise Maire du Tampon (1983-2006 et depuis 2014) Député (1986-2006) |
| 1985                                     | 1998                  | Maxime Mak Yuen          | DVD          | Médecin généraliste au Tampon                                                   |
| 1998                                     | 2004                  | Maryse Mussard           | DVD          | Adjointe au maire du Tampon                                                     |
| 2004                                     | 2011                  | Maurice Christo Hoarau   | DVD          | Conseiller municipal du Tampon                                                  |
| 2011                                     | 2014 (démission)      | André Thien Ah Koon      | DVD          | Chef d'entreprise Maire du Tampon (1983-2006 et depuis 2014) Député (1986-2006) |
| 2014                                     | 2015                  | Augustine Romano         | DVD          | Adjointe au maire du Tampon                                                     |
| Les données manquantes sont à compléter. |                       |                          |              |                                                                                 |

### Représentation depuis 2015
| Période élective | Période élective | Mandat | Mandat            | Identité            | Nuance | Nuance | Qualité                                                                       |
| ---------------- | ---------------- | ------ | ----------------- | ------------------- | ------ | ------ | ----------------------------------------------------------------------------- |
| 2015             | 2021             | 2015   | 2021              | Augustine Romano    |        | DVD    | Adjointe au maire du Tampon                                                   |
| 2015             | 2021             | 2015   | 2021              | André Thien Ah Koon |        | DVD    | Chef d'entreprise Maire du Tampon (1983-2006 et 2014-2024) Député (1986-2006) |
| 2021             | 2028             | 2021   | en cours          | Augustine Romano    |        | DVC    | Conseillère sortante, 10e vice-présidente du conseil départemental            |
| 2021             | 2028             | 2021   | 2024 (inéligible) | André Thien Ah Koon |        | DVD    | Conseiller sortant                                                            |
| 2021             | 2028             | 2024   | en cours          | Albert Gastrin      |        | DVD    | Conseiller municipal du Tampon                                                |

### Résultats détaillés

#### Élections de mars 2015
À l'issue du 1er tour des élections départementales de 2015, deux binômes sont en ballotage : Augustine Romano et André Thien Ah Koon (DVD, 47,55 %) et Florence Robert et Jean-Jacques Vlody (PS, 19,21 %). Le taux de participation est de 45,71 % (14 024 votants sur 30 680 inscrits) contre 43,81 % au niveau départemental et 50,17 % au niveau national.
Au second tour, Augustine Romano et André Thien Ah Koon (DVD) sont élus avec 66,98 % des suffrages exprimés et un taux de participation de 52,77 % (9 118 voix pour 16 189 votants pour 30 680 inscrits).

#### Élections de juin 2021
Le premier tour des élections départementales de 2021 est marqué par un très faible taux de participation (33,26 % au niveau national). Dans le canton du Tampon-2, ce taux de participation est de 38,02 % (12 245 votants sur 32 205 inscrits) contre 36,5 % au niveau départemental. À l'issue de ce premier tour, deux binômes sont en ballottage : Augustine Romano et André Thien Ah Koon (DVC, 51,61 %) et Nathalie Bassire et Gilles Fontaine (DVD, 22,84 %).

## Composition

### Composition avant 2015
Le canton du Tampon-2 était constitué d'une partie de la commune du Tampon.
À la suite de la recomposition de 1988, il s'agissait de la portion du territoire de la commune du Tampon « délimitée par, au Sud la limite Nord des ler et 2e cantons, à l'Est la limite de la commune de Saint-Joseph, au Nord les limites des communes de Sainte-Rose, la plaine des Palmistes et Saint-Benoît, à l'Ouest la limite de la commune de l'Entre-Deux ».

### Composition depuis 2015
| Nom                               | Code Insee | Intercommunalité | Superficie (km2) | Population (dernière pop. légale)                | Densité (hab./km2) | Modifier                                    |
| --------------------------------- | ---------- | ---------------- | ---------------- | ------------------------------------------------ | ------------------ | ------------------------------------------- |
| Le Tampon (bureau centralisateur) | 97422      | CA du Sud        | 165,43           | Fraction : 40 648 (2022) Commune : 81 964 (2022) | 495                | modifier les données · modifier les données |
| Canton du Tampon-2                | 97425      |                  |                  | 40 648 (2022)                                    |                    | modifier les données                        |

Le canton comprend la partie du Tampon non incluse dans le canton du Tampon-1.

## Démographie
En 2022, le canton comptait 40 648 habitants, en évolution de +6,43 % par rapport à 2016 (La Réunion : +3,33 %, France hors Mayotte : +2,11 %).
| 2013   | 2018   | 2022   |
| ------ | ------ | ------ |
| 38 272 | 39 156 | 40 648 |